# Định danh Flamsteed

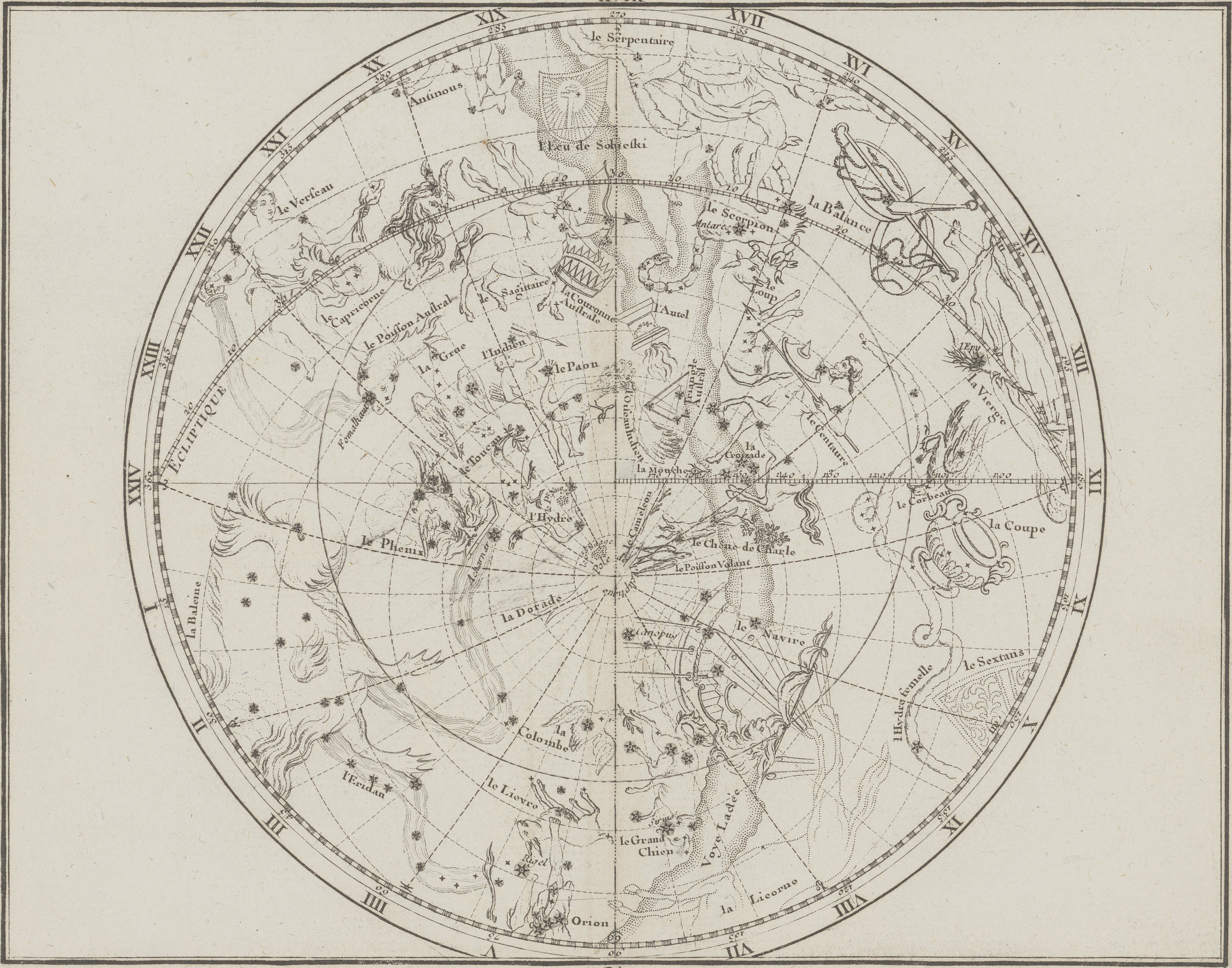
Bắc bán cầu trong bản đồ sao Atlas Coelestis của Flamsteed

Một định danh Flamsteed là sự kết hợp giữa chữ số và tên chòm sao, giúp xác định hầu hết các ngôi sao nhìn thấy được bằng mắt thường trong những chòm sao hiện đại có thể quan sát từ miền nam nước Anh. Chúng được đặt tên theo John Flamsteed, người đầu tiên sử dụng cách gọi này khi biên soạn cuốn Historia Coelestis Britannica. (Flamsteed đã sử dụng kính thiên văn, và danh mục cũng bao gồm một số ngôi sao tương đối sáng nhưng không nhất thiết phải nhìn thấy bằng mắt thường.)

## Mô tả

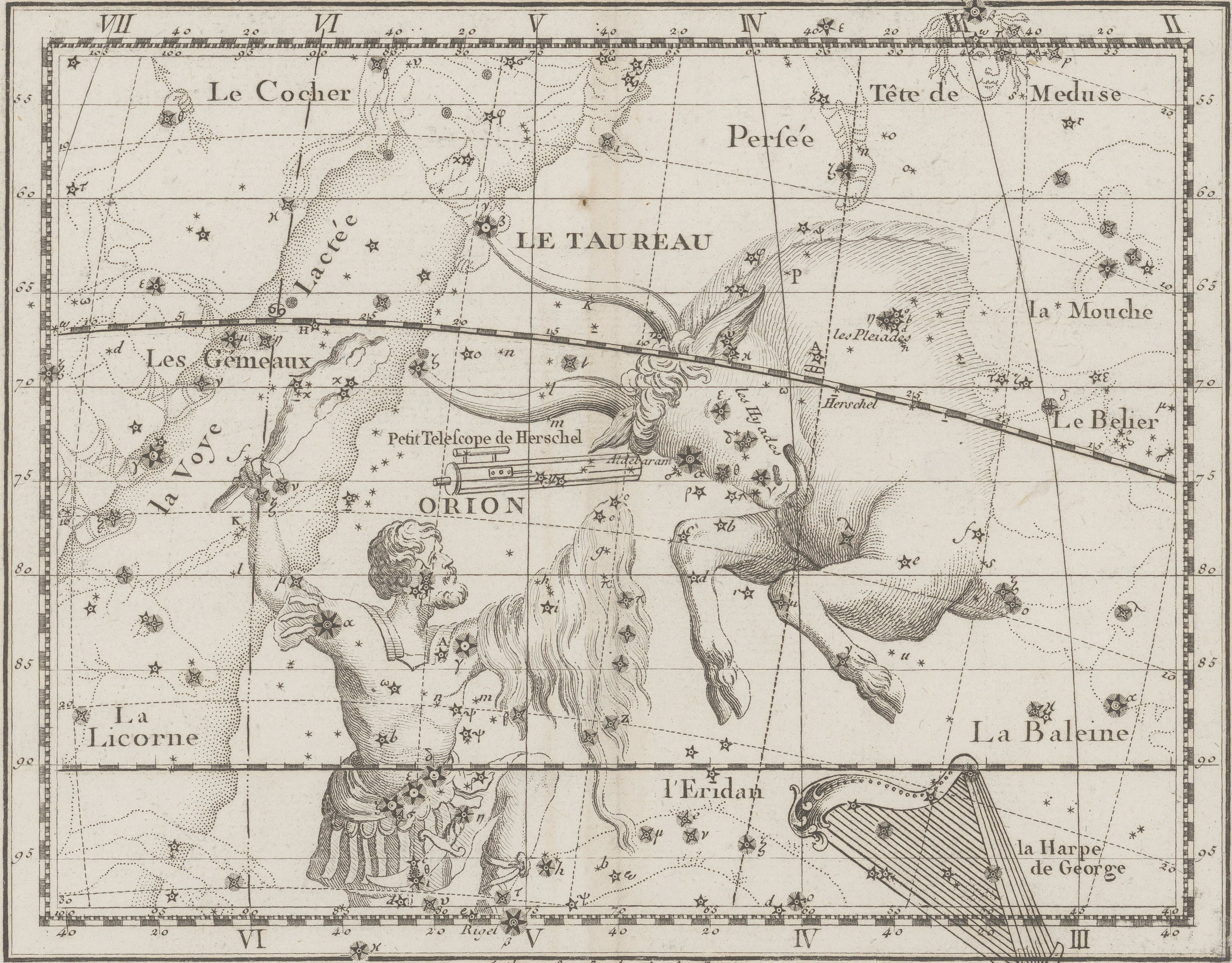
Các chòm sao Lạp Hộ và Kim Ngưu trong Atlas Coelestis

Định danh Flamsteed cho những ngôi sao cũng tương tự như định danh Bayer, ngoại trừ việc chúng sử dụng số thay vì chữ cái Hy Lạp và La Mã. Mỗi ngôi sao được gán một chữ số và thuộc cách tiếng Latinh của chòm sao mà nó thuộc về (xem 88 chòm sao hiện đại để biết danh sách các chòm sao và dạng thuộc cách của tên chúng). Định danh Flamsteed đã được gán cho 2554 ngôi sao. Các con số ban đầu được ấn định theo thứ tự xích kinh tăng dần trong mỗi chòm sao, nhưng do ảnh hưởng của tuế sai, chúng hiện hơi sai thứ tự ở một vị trí.
Phương pháp định danh sao này xuất hiện lần đầu tiên trong phiên bản sơ bộ quyển Historia Coelestis Britannica của John Flamsteed, do Edmond Halley và Isaac Newton xuất bản năm 1712 mà không có sự chấp thuận của Flamsteed. Phiên bản cuối cùng của danh mục Flamsteed được xuất bản vào năm 1725 (sau khi ông qua đời) đã loại bỏ hoàn toàn các ký hiệu bằng chữ số. Những con số đang được sử dụng ngày nay đã được nhà thiên văn học người Pháp Joseph Jérôme de Lalande ấn định và xuất hiện trong niên giám năm 1783 của ông, Éphémérides des mouvemens célestes (Lịch sao của các chuyển động thiên thể), trong đó có ấn bản sửa đổi của danh mục Flamsteed. Lalande đã chú thích trong phần Giới thiệu của mình rằng ông lấy ý tưởng từ ấn bản không chính thức năm 1712.
Định danh Flamsteed đã trở nên phổ biến trong suốt thế kỷ 18 và hiện được sử dụng rộng rãi khi không có định danh Bayer nào tồn tại. Trường hợp tồn tại định danh Bayer với chữ cái Hy Lạp cho một ngôi sao, nó thường được ưu tiên sử dụng thay cho định danh Flamsteed. (Các chữ số của Flamsteed đa phần được ưu tiên hơn các định danh Bayer với chữ số La Mã.) Ví dụ về một số ngôi sao nổi tiếng chủ yếu được gọi bằng số Flamsteed bao gồm 51 Pegasi và 61 Cygni. Định danh Flamsteed thường được sử dụng thay cho định danh Bayer nếu định danh Bayer có thêm một chữ số đính kèm; ví dụ: "55 Cancri" phổ biến hơn "Rho1 Cancri".
Có những ví dụ về các ngôi sao, chẳng hạn như 10 Ursae Majoris trong chòm sao Thiên Miêu (có thuộc cách là Lyncis), mang định danh Flamsteed theo các chòm sao mà chúng không thuộc về, tương tự như ở các định danh Bayer, vì phải có những dàn xếp khi ranh giới của các chòm sao hiện đại được vạch ra.
Danh mục của Flamsteed chỉ bao gồm các ngôi sao có thể nhìn thấy từ đảo Anh, do đó ngôi sao của các chòm sao ở xa về phía nam không có số Flamsteed. Một số ngôi sao, chẳng hạn như 82 Eridani, được Benjamin Gould đặt tên trong một danh mục chính ở bán cầu nam có tên là Uranometria Argentina; đây là các số Gould, chứ không phải số Flamsteed, và phải được phân biệt bằng chữ G, như 82 G. Eridani. Ngoại trừ một số ít trường hợp, số Gould hiện không được sử dụng phổ biến. Tương tự, nhiều định danh kiểu Flamsteed do các nhà thiên văn học khác đặt ra (ví dụ như Hevelius) không còn được sử dụng rộng rãi nữa. (Một ngoại lệ nổi tiếng là cụm sao cầu 47 Tucanae từ danh mục của Bode.)
84 ngôi sao đã được đưa vào danh mục của Flamsteed do sai sót và được chứng minh là không tồn tại trên bầu trời: Tất cả chúng, ngoại trừ 11 Vulpeculae, đều đã được vẽ trên biểu đồ sao của ông.
- Flamsteed đã quan sát Sao Thiên Vương vào năm 1690 nhưng không công nhận nó là một hành tinh và đưa nó vào danh mục của mình với tên gọi "34 Tauri".
- 11 Vulpeculae là một tân tinh, hiện được gọi là CK Vulpeculae.
- Rất nhiều sai sót trong số đó là do lỗi số học của Flamsteed.

## Danh sách chòm sao sử dụng định danh sao Flamsteed
Có 52 chòm sao chủ yếu sử dụng định danh Flamsteed. Các ngôi sao được liệt kê trong danh sách theo từng chòm sao như sau:
- Tiên Nữ
- Bảo Bình
- Thiên Ưng
- Bạch Dương
- Ngự Phu
- Mục Phu
- Lộc Báo
- Cự Giải
- Lạp Khuyển
- Đại Khuyển
- Tiểu Khuyển
- Ma Kết
- Tiên Hậu
- Tiên Vương
- Kình Ngư
- Hậu Phát
- Bắc Miện
- Ô Nha
- Cự Tước
- Thiên Nga
- Hải Đồn
- Thiên Long
- Tiểu Mã
- Ba Giang
- Song Tử
- Vũ Tiên
- Trường Xà
- Hiết Hổ
- Sư Tử
- Tiểu Sư
- Thiên Thố
- Thiên Xứng
- Thiên Miêu
- Thiên Cầm
- Kỳ Lân
- Xà Phu
- Lạp Hộ
- Phi Mã
- Anh Tiên
- Song Ngư
- Nam Ngư
- Thiên Tiễn
- Cung Thủ
- Thiên Yết
- Cự Xà
- Lục Phân Nghi
- Kim Ngưu
- Tam Giác
- Đại Hùng
- Tiểu Hùng
- Xử Nữ
- Hồ Ly

Ngoài ra, một vài ngôi sao trong chòm sao Thuyền Vĩ và một số ít ngôi sao trong các chòm sao Bán Nhân Mã và Sài Lang đã được đặt định danh Flamsteed.